# Amedeo Carboni
Amedeo Carboni (ur. 6 kwietnia 1965 w Arezzo) – piłkarz włoski grający na pozycji obrońcy, dyrektor sportowy Valencii CF.

## Przebieg kariery
Amedeo jest wychowankiem klubu A.C. Arezzo, gdzie grał od 1984 do 1985 roku i w latach 1986–1987.
Grał też w AS Roma, Sampdorii i AC Parma, a później przez prawie 10 lat w Valencia CF. 18-krotnie zagrał w reprezentacji Włoch.
23 października 2005 roku Amedeo Carboni został najstarszym graczem w historii La Liga miał wtedy 40 lat, 6 miesięcy i 17 dni.
W 2004 roku Carboni został najstarszym zwycięzcą Pucharu UEFA.
Ma pięcioro dzieci (cztery córki i syna). Mieszka w Walencji, choć często odwiedza Włochy.